# 龙驹镇
龙驹镇，是中华人民共和国重庆市万州区下辖的一个乡镇级行政单位。

## 行政区划
龙驹镇下辖以下地区：
龙驹社区、信义社区、灯塔社区、赶场社区、团结社区、向东村、玉合村、分水村、丛木村、宏福村、灯台村、官坝村、老雄村、茶园村、龙溪村、黄显村、太吉村、民义村、花坪村、岭上村和梧桐村。